# Incidente del Corrupted Blood
L'incidente del Corrupted Blood ("sangue corrotto") fu un glitch del videogioco MMORPG World of Warcraft che dal 13 settembre 2005 scatenò un'epidemia virtuale, durata per una settimana. La causa dell'incidente è legata all'introduzione del raid Zul'Gurub e del suo boss Hakkar, il quale applica ai giocatori che lo attaccano un effetto negativo, un debuff, che diminuisce i punti vita del personaggio e si trasmette ad altri giocatori sani per prossimità.
L'incantesimo era pensato per durare pochi secondi e avere effetto limitato all'area del raid, tuttavia a causa di un bug che ne permetteva la contrazione agli animali dei cacciatori o ai demoni degli stregoni si trasformò in una pandemia che si diffuse rapidamente in tutto il mondo di gioco, uccidendo rapidamente i giocatori di livello più basso e danneggiando quelli di livello più alto. L'epidemia ha influenzato significativamente l'esperienza di gioco durante quel periodo, nonostante i tentativi effettuati dai programmatori per imporre una quarantena e limitare la diffusione, spingendo i giocatori ad evitare in vari modi il contagio, abbandonando le aree più popolate. L'eradicazione dell'epidemia ha richiesto l'intervento degli sviluppatori, con l'applicazione di alcune patch e il reset dei server di gioco.
La pandemia virtuale generata dal bug e le reazioni dei giocatori hanno attirato l'interesse di epidemiologi e servizi di intelligence anti-terrorismo, in quanto ha rappresentato un interessante esempio virtuale di quello che potrebbe accadere in caso di pandemie o attacchi biologici nel mondo reale.

## Storia
L'epidemia scoppiò il 13 settembre 2005, con un aggiornamento del gioco da parte di Blizzard Entertainment che introdusse il raid Zul'Gurub il cui boss finale, Hakkar, poteva lanciare un debuff (un effetto negativo assegnato ad un personaggio) chiamato "Corrupted Blood" e progettato per simulare una malattia molto contagiosa per prossimità. Sebbene la malattia fosse ovviamente intesa per essere circoscritta allo scontro con il boss in questione, una serie di circostanze e di errori di programmazione ne hanno permesso la diffusione nel resto dell'universo di Warcraft, causando la pandemia. Il principale metodo con cui la malattia fuoriuscì dal suo contesto fu tramite i demoni degli stregoni e gli animali al seguito dei cacciatori, i quali venivano contagiati anch'essi dalla malattia e, se congedati mentre infetti e richiamati in seguito fuori dall'area del raid, ripresentavano il debuff.
La malattia era progettata per causare un danno considerevole ad un giocatore di massimo livello ben equipaggiato, capace quindi di uccidere istantaneamente o nel giro di pochi secondi i giocatori di livello inferiore, e che in teoria non avrebbero mai dovuto contrarre. Un forte vettore d'infezione erano i personaggi non giocanti che, infettabili dalla malattia ma non afflitti dal danno, agivano da serbatoio dell'epidemia.
In WoW la morte degli avatar è temporanea, ma comporta comunque una certa perdita di denaro e di tempo e l'impossibilità di effettuare le normali attività di gioco, motivi che spingevano i giocatori ad evitare il contagio. Per la durata dell'epidemia il gameplay usuale è stato stravolto. La reazione dei giocatori è stata variegata, riflettendo atteggiamenti della vita reale. Alcuni giocatori hanno cercato di aiutare gli altri: quelli muniti di poteri curativi si sono messi a disposizione per curare gli infetti, mentre personaggi privi di abilità utili avvertivano gli altri giocatori sull'epidemia in atto e le aree infette. Altri si sono rifugiati in aree remote e hanno evitato tutti i contatti con altri personaggi, mentre altri ancora hanno cercato di espandere volontariamente l'epidemia infettando altri giocatori e personaggi non giocabili. Le principali città, le cui strade erano ricoperte dagli scheletri dei morti, sono state abbandonate dalla maggior parte dei giocatori durante l'epidemia, dipartiti verso zone remote alla ricerca di luoghi meno popolati e più sicuri dal contagio.
Blizzard cercò di risolvere il problema organizzando una quarantena volontaria per fermare il contagio, fallita però a causa della scarsa serietà con la quale è stata applicata o ignorata da molti giocatori, alcuni dei quali cercarono di espandere e sfruttare l'epidemia. La società fu infine costretta ad applicare una serie di patch e a resettare i server per eradicare definitivamente l'epidemia. Sono stati coinvolti nella pandemia almeno tre dei server di gioco.

### Reazioni
All'epoca dei fatti World of Warcraft aveva oltre due milioni di giocatori in tutto il mondo. Prima che la Blizzard potesse rilasciare una dichiarazione sui fatti, vi fu un certo dibattito sul fatto che fosse stata causata da un bug oppure fosse stata indotta volontariamente. Alcuni commentatori del forum descrissero l'eccezionalità dell'evento, e la Blizzard ha ricevuto chiamate da parte dei clienti che si lamentavano per il modo in cui erano morti i loro avatar. Alcuni giocatori hanno evitato di accedere al gioco fino alla fine dell'epidemia.
I giocatori che hanno diffuso in maniera intenzionale il contagio sono stati descritti come "terroristi di World of Warcraft" da Robert Lemos, autore di Security Focus, il quale ha erroneamente osservato che questo incidente poteva essere il primo caso di epidemia virtuale in un gioco multigiocatore. Mark Ward, autore della BBC, osserva che anni prima si era verificato un incidente analogo nel gioco The Sims, nel quale i sim potevano morire per una malattia trasmessa da un porcellino d'India, anche se in quel caso l'infezione riguardava i personaggi di un singolo giocatore e non poteva trasmettersi a quelli di altri giocatori.
Jeffrey Kaplan — uno degli autori di World of Warcraft — affermò che l'epidemia ha fornito spunti per possibili eventi reali nel futuro. Brian Martin — consulente di sicurezza indipendente per World of Warcraft — osservò che l'evento ha presentato una dinamica di gioco inattesa sia dai giocatori sia dagli sviluppatori, ricordando che anche in ambienti controllati simili imprevisti possono avvenire, paragonando l'evento all'infezione di un virus informatico e sottolineando quale possa essere l'influenza del software sulle persone.

### Grande epidemia zombie del 2008
Nell'ottobre del 2008 la seconda espansione di World of Warcraft, Wrath of the Lich King, è stata pubblicizzata con una settimana di epidemia zombie precedente il rilascio. A differenza di Corrupted Blood, questa epidemia è stata causata intenzionalmente ed è stata chiamata la "grande epidemia zombie del 2008" (Great Zombie Plague of '08). Il Sunday Times l'ha paragonata al Corrupted Blood, descrivendola però come più realistica. In questo caso l'epidemia era contagiosa, ma il rischio di trasmissione era minore rispetto a Corrupted Blood (in cui il giocatore veniva sicuramente contagiato se si avvicinava ad un giocatore infetto), per cui incontrare uno zombie isolato rappresentava un rischio molto minore rispetto ad un gruppo di essi. L'evento, terminato il 28 ottobre, ha ottenuto sia elogi sia critiche da parte dei fan del gioco.

## Modello di ricerca nel mondo reale

### Epidemiologia
Nel marzo 2007 l'epidemiologista Ran D. Balicer, dell'Università Ben-Gurion del Negev a Bersheva (Israele), ha pubblicato un articolo sulla rivista Epidemiology che descrive le similitudini tra Corrupted Blood, la SARS e l'influenza aviaria. Balicer suggeriva lo studio dei giochi di ruolo per modellizzare il contagio delle malattie infettive. In un articolo che riprendeva il tema su Science, veniva suggerito Second Life come piattaforma alternativa per simili studi. Il Centers for Disease Control and Prevention ha contattato la Blizzard Entertainment per richiedere statistiche sull'evento da usare a scopo di ricerca.
Alla conferenza Games for Health di Baltimora l'incidente del Corrupted Blood è stato descritto come un affascinante, benché accidentale, caso di studio della modellizzazione di origine e controllo delle epidemie. È stata comparata ad una epidemia reale originata in un luogo remoto e disabitato, trasportata poi viaggiatori in aree più vaste, i cui vettori sono uomini e animali (analogamente all'influenza aviaria), trasmettendola per contatto e con la presenza di portatori sani asintomatici (gli NPG nel caso del Corrupted Blood). Tuttavia sono state evidenziate anche alcune differenze rispetto ad una pandemia reale, come il fatto che i malati fossero automaticamente evidenziati. Un aspetto che non era stato preso in considerazione dagli epidemiologi nei loro modelli era il fattore legato alla curiosità, con molti giocatori che si avvicinavano alle aree infette per avere un'idea dell'epidemia, allontanandosi poi rapidamente, paragonato ad esempio al comportamento dei giornalisti nella vita reale.
Nell'agosto del 2007 Nina Fefferman — assistente alla Tufts University — ha citato le similitudini con le epidemie biologiche in un suo articolo. Alcuni scienziati sono interessati allo studio della reazione umana ad agenti patogeni, usando come riferimento il mondo virtuale. Di conseguenza, la Fefferman ha co-pubblicato con Eric Lofgren (dottorando alla University of North Carolina) un articolo su Lancet Infectious Disease che discuteva le implicazioni dell'epidemia virtuale sulla modellizzazione epidemiologica. Ha anche esposto le considerazioni sull'incidente e l'utilità dello studio di popolazioni di ambienti multiplayer online alle conferenze Games for Health del 2008 e Game Developers Conference del 2011.
La Fefferman ha anche espresso interesse per l'ideazione di nuove malattie, possibilmente non letali, da introdurre nel gioco per permettere lo studio della percezione del rischio, della diffusione di voci e della gestione del flusso di informazione riguardante la salute, sostenendo che non avrebbero rovinato il gameplay, ma lo avrebbero reso più realistico, in quanto le malattie infettive erano un aspetto non indifferente nella vita medievale nella quale il gioco è ambientato. La Blizzard ha mostrato inizialmente un certo interesse per la proposta, che però non è stata concretizzata.
Riteneva infatti che questo potesse essere l'unico modo per compiere uno studio del genere, in quanto i modelli tradizionali al computer possono solo approssimare il comportamento umano tramite formule matematiche. Il dottor Gary Smith, epidemiologista alla University of Pennsylvania, ha affermato in merito che ben pochi modelli matematici prendono in considerazione l'aspetto comportamentale dell'ospite infetto, sostenendo che potesse essere un modo per ottenere risultati unici in materia, ma ha anche sottolineato i dubbi su quanto un mondo virtuale possa essere rappresentativo della vita reale. Neil Ferguson, direttore del Centre for Outbreak Analysis and Modelling all'Imperial College di Londra, ha espresso invece scetticismo per l'idea, sostenendo che tali studi non avrebbero fornito un modello aderente ai reali comportamenti nella vita. Ad esempio, considerando l'epidemia zombie di World of Warcraft: Wrath of the Lich King, molti giocatori si sarebbero fatti contagiare di proposito, per acquisire i poteri zombie. Inoltre, i personaggi virtuali possono rigenerarsi o rinascere dopo la morte, per cui l'infezione rappresenta un pericolo meno grave rispetto alla vita reale.

### Terrorismo
In un'analisi dell'incidente del Corrupted Blood, l'analista Charles Blair, direttore del Center of Terrorism and Intelligence Studies, affermò che World of Warcraft può fornire un nuovo e potente modo per studiare la formazione e le operazioni delle cellule terroristiche. La sua organizzazione usava già modelli al computer per lo studio delle tattiche terroristiche, ma il gioco coinvolgeva degli umani che prendevano scelte vere, in un mondo dai confini ben definiti, il che potrebbe fornire un modello più realistico per gli analisti di intelligence militare. Ad esempio, un reo confesso "bio-terrorista" durante l'epidemia su World of Warcraft spiegò come i giocatori fossero diventati rapidamente abili nel procurare il massimo danno a più avatar possibile.
Stuart Gottlieb, esperto di terrorismo della Yale University, sostenne che, nonostante l'epidemia fosse interessante e rilevante a suo tempo, non avrebbe basato una strategia anti-terroristica sulle analisi di un videogioco. Espresse scetticismo sul fatto che l'analisi di civili e terroristi immersi in un mondo virtuale fosse d'aiuto, nel quale la morte dell'avatar non è un evento drammatico, ma al più un danno di breve durata.
La Blizzard ha preso posizione sostenendo che World of Warcraft è anzi tutto e principalmente un gioco, e non è mai stato progettato per riflettere la realtà.